# Norðoyar
Norðoyar (o anche Norðoyggyar, in danese Norderøerne) è uno dei sei sýslur (regioni o distretti politici) in cui sono divise le Isole Fær Øer.
Comprende le sei isole nel nord-est dell'arcipelago: Kalsoy, Kunoy, Borðoy, Viðoy, Svínoy e Fugloy, in cui sono posizionate le cime più alte dell'intero arcipelago.
Klaksvík è il centro principale della regione, con 5 000 abitanti.

## Comuni

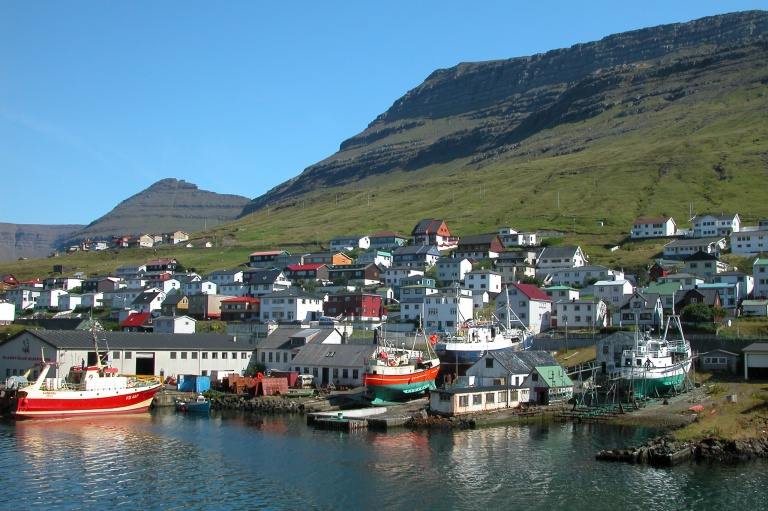
La città di Klaksvík, il capoluogo dello sýslur di Norðoyar.

La regione comprende 5 comuni (kommunur):
- Fugloy
- Hvannasund
- Klaksvík
- Kunoy
- Viðareiði